# Federico Guglielmo d'Assia
Federico Guglielmo d'Assia (Hanau, 20 agosto 1802 – Praga, 6 gennaio 1875) è stato il terzo e ultimo Principe Elettore d'Assia dal 1847 al 1866.

## Biografia

### I primi anni e la famiglia
Nato al castello di Philippsruhe, presso Hanau il 20 agosto 1802, Federico Guglielmo era figlio del principe elettore Guglielmo II d'Assia-Kassel e di sua moglie, la principessa Augusta di Prussia, figlia di re Federico Guglielmo II.
Durante il periodo dell'occupazione dell'Assia-Kassel da parte delle truppe napoleoniche, dal 1806 al 1813, rimase con sua madre e con la famiglia di lei a Berlino. Ebbe per contro ben poche relazioni col padre, allontanatosi dalla famiglia per condurre una relazione con la borghese Emilie Ortlöpp che lo porterà alla definitiva separazione dalla moglie nel 1815. Proprio Guglielmo II, trasferitosi con quella che divenne poi la sua seconda moglie presso il castello di Schönfeld, vicino a Kassel, si circondò di una notevole opposizione che si delineò nella costituzione del cosiddetto Schönfelder Kreis, un circolo di opposizione che operava segretamente, contrario non solo all'unione tra il principe elettore e la sua amante, ma anche e soprattutto favorevole ad un rinnovamento profondo dell'elettorato e delle sue istituzioni; di questo circolo erano membri rilevanti la principessa elettrice, il principe ereditario Federico Guglielmo, il primo ministro Ludwig Hassenpflug, i fratelli Grimm ed altri intellettuali dell'epoca.
Federico studiò a Marburgo ed a Lipsia.

### La reggenza

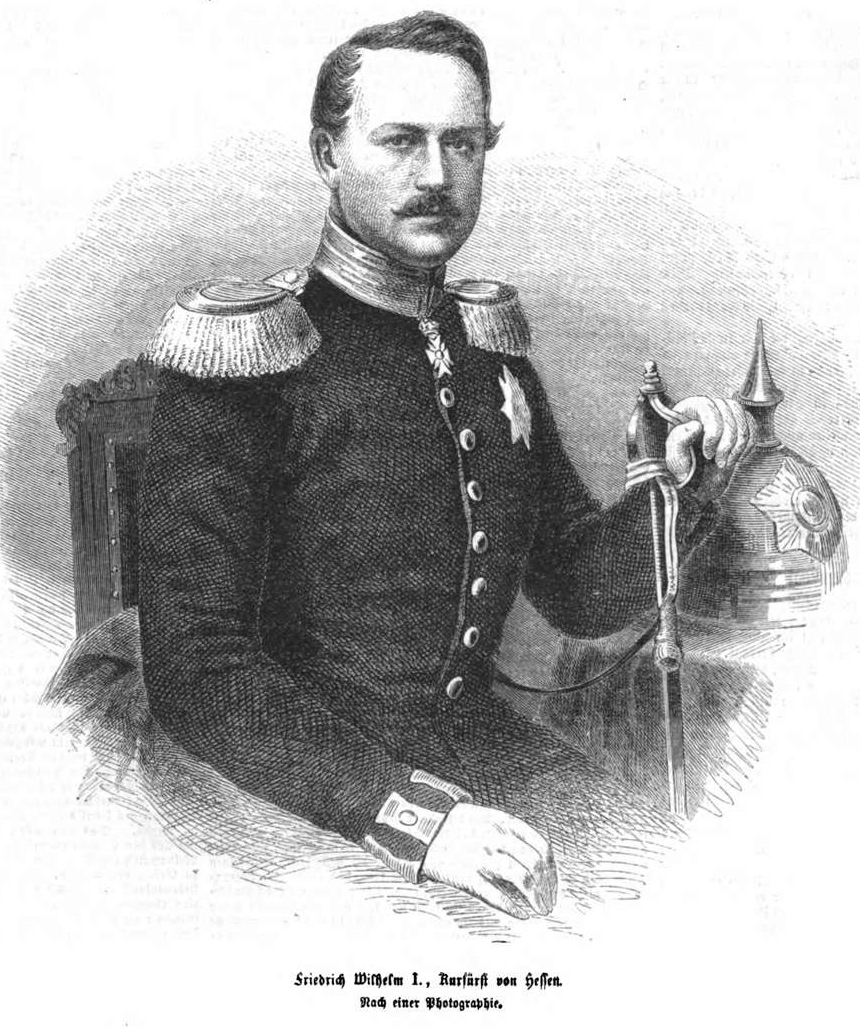
Litografia raffigurante Federico Guglielmo

Nel corso dei moti del 1830, la rabbia popolare si concentrò essenzialmente sull'amante dell'elettore Guglielmo II, la quale si diceva avesse avuto una cattiva influenza anche sul reggente e l'avesse portato a prendere decisioni contrarie all'interesse pubblico. Guglielmo II giunse al punto di dover scegliere se lasciare la moglie o abdicare e fu a questo punto che elaborò una terza opzione: sfruttando il suo stato di salute precario come scusa, il 30 settembre 1831 nominò il figlio Federico Guglielmo al ruolo di suo reggente al trono ed egli, pur conservando la carica di principe elettore, si ritirò quasi completamente dalla gestione degli affari di governo, portandosi a Francoforte sul Meno, de facto in esilio.
Federico Guglielmo, anche come reggente, era una figura problematica: non solo il suo matrimonio, di natura morganatica, lo rendeva inappropriato per gli standard del XIX secolo e non gli consentì di avere dalle altre potenze il sostegno che tanto avrebbe desiderato, ma il suo carattere fu uno dei punti deboli del suo periodo di reggenza e poi degli anni che trascorse come principe elettore.
Sin dall'inizio del suo regno, infatti, cercò di sbarazzarsi della costituzione dello stato, molto liberale per gli standard dell'epoca. Come reggente, ad ogni modo, non osò sfidare legalmente la costituzione, ma perseguì piuttosto una politica antiliberale, monarchico-legittimista e palesemente contrario allo spirito con il quale era stata composta la costituzione.

### Il governo

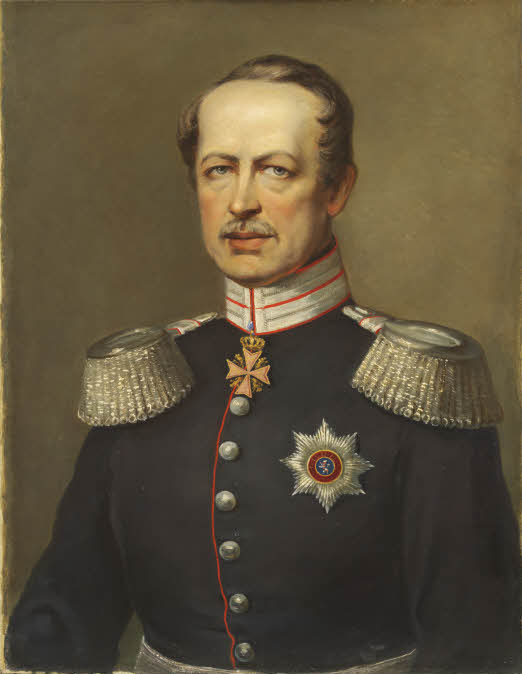
Federico Guglielmo d'Assia in un ritratto d'epoca

Alla morte del padre, nel 1847, tentò un vero e proprio colpo di Stato per eliminare completamente la Costituzione approvata nel suo stato nel 1831 ed aumentare così i poteri in capo alla monarchia. Per prima cosa nominò a primo ministro il reazionario Ludwig Hassenpflug e poi iniziò ad agire sul tema delle tasse in maniera del tutto arbitraria, pretendendo che il parlamento statale approvasse un bilancio che era stato presentato senza alcuna consultazione dei ministri.
Nel settembre 1850 una rivolta popolare lo costrinse ad abbandonare i propri territori. Nel novembre dello stesso anno, con l'aiuto di un esercito austro-bavarese, Federico Guglielmo poté rientrare a Kassel, ma la Confederazione germanica intervenuta per reinstallarlo, gli impose dal 1851 di ripristinare la vecchia costituzione.
Durante la Guerra austro-prussiana, si schierò a fianco dell'Austria. L'esercito prussiano, perciò, invase l'Assia-Kassel e catturò Federico Guglielmo presso la sua residenza di Kassel; il sovrano venne portato come prigioniero a Stettino. Con i trattati con la Prussia Federico perse ogni diritto dinastico sul territorio dell'Assia-Kassel e tale territorio, con la Pace di Praga, venne definitivamente incorporato alla Prussia. La politica dell'elettore, orientata ormai completamente dall'Austria e la sua estrema impopolarità tra i suoi sudditi, fecero sì che l'annessione dell'elettorato da parte della Prussia fosse accolta generalmente con favore.

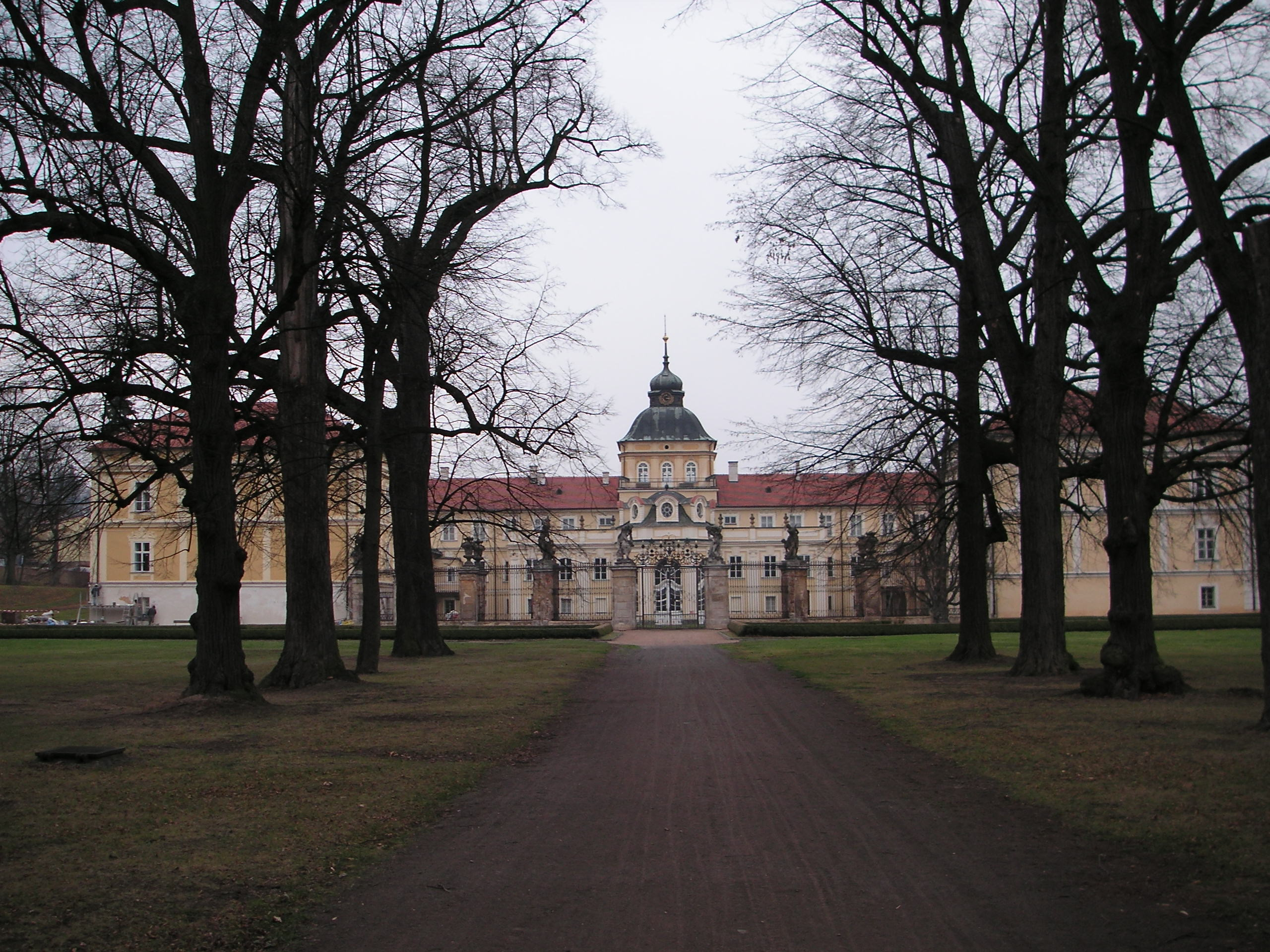
Il castello di Hořovice, in Boemia, dove Federico Guglielmo venne costretto all'esilio dal 1866

Con la conclusione delle ostilità, Federico Guglielmo I decise di portarsi in esilio in Boemia (parte delle terre della Corona austriaca), prendendo residenza alternativamente al suo palazzo di Praga o al castello di Hořovice. Seppur in esilio, Federico Guglielmo decise di iniziare a cospirare ai danni della Prussia. I suoi piani vennero scoperti e nel 1869 venne espropriato delle sue proprietà personali che ancora possedeva nell'Assia, ma trovandosi sotto la tutela dell'Austria, la Prussia preferì non infierire oltre. 
Morì a Praga il 6 gennaio 1875 e con la sua morte i diritti di successione al trono vacante d'Assia-Kassel passarono ai suoi cugini della linea d'Assia-Rumpenheim nella persona di Federico Guglielmo d'Assia-Kassel dal momento che i suoi figli, nati da un matrimonio morganatico non avevano ottenuto la necessaria legittimazione per ascendere al trono.

## Matrimonio ed eredi

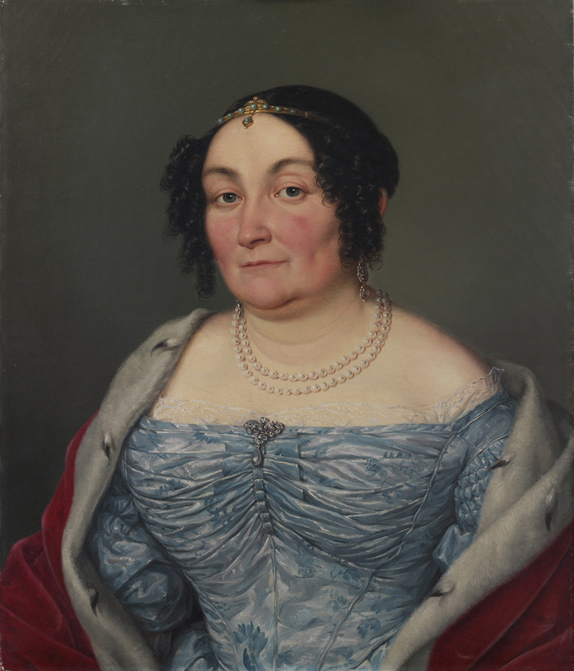
Gertrude Falkenstein, moglie morganatica del principe elettore Federico Guglielmo

Nel 1831 sposò morganaticamente Gertrude Falkenstein (Bonn, 18 maggio 1803 – Praga 9 luglio 1882), figlia di Johann Gottfried Falkenstein (figlio di Nicolaus Falkenstein e della moglie Margarethe Heyss) e di sua moglie Magdalena Schulz (figlia di Johann Ludwig Albert Schulz e della moglie Sophie Krupps).
Ex moglie del tenente prussiano Karl Michael Lehmann (1787 - 1882), fu creata sua altezza illustrissima Contessa di Schaumburg nel (1831), e Principessa (Fürstin) di Hanau e di Horowitz nel (1853).
Ebbero nove figli, alcuni nati prima del matrimonio, che furono tutti creati Principi (Prinzen) di Hanau, e con la concessione della designazione di altezza serenissima nel 1862. Successivamente, l'Elettore divorziò da Gertrude.
- Augusta Marie Gertrude (1829–1887), sposò nel 1849 Ferdinand Maximilian III Principe (Fürst) zu Isenburg-Büdingen a Wächtersbach (1824–1903). Furono i nonni della principessa Sofia di Sassonia-Weimar-Eisenach.
- Alexandrine (1830–1871), sposò nel 1851 il Principe Felix zu Hohenlohe-Oehringen (1818–1900)
- Frederich Wilhelm (1832–1889), si sposò morganaticamente due volte: nel 1856 con Auguste Birnbaum; e nel 1875 con Ludowika Gloede; i loro figlio furono Conti von Schaumburg, ma i discendenti post 1918 portano il titolo di Principe/ssa von Hanau.[2]
- Moritz (1834–1889), sposò morganaticamente nel 1875 Anne von Lossberg; senza figli
- Wilhelm (1836–1902), si sposò prima nel 1868 (divorziò nel 1870) la Principessa Elisabetta, figlia di Giorgio Guglielmo, Principe di Schaumburg-Lippe; si sposò la seconda volta nel 1890 con la Contessa Elisabeth zur Lippe-Weissenfeld (1868–1952); senza figli
- Maria (1839–1917), sposò nel 1857 (divorziò nel 1872) il Principe Guglielmo d'Assia-Philippsthal-Barchfeld (1831–1890): a lei e ai suoi figli furono concessi i titoli di S.A.S. Principe/ssa di Ardeck dopo il divorzio.[2]
- Karl (1840–1905), sposò nel 1882 la Contessa Hermine Grote; senza figli.
- Heinrich (1842–1917), sposò morganaticamente Martha Riegel
- Philipp (1844–1914), sposò morganaticamente Albertine Hubatschek-Stauber[2]

## Ascendenza
|                                   |                              |                                                | Genitori                                    |  |  | Nonni |  |  | Bisnonni                   |  |  | Trisnonni                     |  |
|                                   |                              |                                                |                                             |  |  |       |  |  | Federico II d'Assia-Kassel |  |  | Guglielmo VIII d'Assia-Kassel |  |
|                                   |                              |                                                |                                             |  |  |       |  |  | Federico II d'Assia-Kassel |  |  | Guglielmo VIII d'Assia-Kassel |  |
|                                   |                              | Dorotea Guglielmina di Sassonia-Zeitz          |                                             |  |  |       |  |  | Federico II d'Assia-Kassel |  |  |                               |  |
| Guglielmo I d'Assia-Kassel        |                              |                                                |                                             |  |  |       |  |  | Federico II d'Assia-Kassel |  |  |                               |  |
|                                   |                              | Maria di Hannover                              | Giorgio II di Gran Bretagna                 |  |  |       |  |  |                            |  |  |                               |  |
|                                   |                              | Maria di Hannover                              | Giorgio II di Gran Bretagna                 |  |  |       |  |  |                            |  |  |                               |  |
|                                   |                              | Maria di Hannover                              | Carolina di Brandeburgo-Ansbach             |  |  |       |  |  |                            |  |  |                               |  |
| Guglielmo II d'Assia-Kassel       |                              | Maria di Hannover                              |                                             |  |  |       |  |  |                            |  |  |                               |  |
|                                   |                              | Federico V di Danimarca                        | Cristiano VI di Danimarca                   |  |  |       |  |  |                            |  |  |                               |  |
|                                   |                              | Federico V di Danimarca                        | Cristiano VI di Danimarca                   |  |  |       |  |  |                            |  |  |                               |  |
|                                   |                              | Federico V di Danimarca                        | Sofia Maddalena di Brandeburgo-Kulmbach     |  |  |       |  |  |                            |  |  |                               |  |
| Guglielmina Carolina di Danimarca |                              | Federico V di Danimarca                        |                                             |  |  |       |  |  |                            |  |  |                               |  |
|                                   |                              | Luisa di Hannover                              | Giorgio II di Gran Bretagna                 |  |  |       |  |  |                            |  |  |                               |  |
|                                   |                              | Luisa di Hannover                              | Giorgio II di Gran Bretagna                 |  |  |       |  |  |                            |  |  |                               |  |
|                                   |                              | Luisa di Hannover                              | Carolina di Brandeburgo-Ansbach             |  |  |       |  |  |                            |  |  |                               |  |
| Federico Guglielmo d'Assia        |                              | Luisa di Hannover                              |                                             |  |  |       |  |  |                            |  |  |                               |  |
|                                   | Augusto Guglielmo di Prussia | Federico Guglielmo I di Prussia                |                                             |  |  |       |  |  |                            |  |  |                               |  |
|                                   | Augusto Guglielmo di Prussia | Federico Guglielmo I di Prussia                |                                             |  |  |       |  |  |                            |  |  |                               |  |
|                                   | Augusto Guglielmo di Prussia | Sofia Dorotea di Hannover                      |                                             |  |  |       |  |  |                            |  |  |                               |  |
| Federico Guglielmo II di Prussia  | Augusto Guglielmo di Prussia |                                                |                                             |  |  |       |  |  |                            |  |  |                               |  |
|                                   |                              | Luisa Amalia di Brunswick-Wolfenbüttel         | Ferdinando Alberto II di Brunswick-Lüneburg |  |  |       |  |  |                            |  |  |                               |  |
|                                   |                              | Luisa Amalia di Brunswick-Wolfenbüttel         | Ferdinando Alberto II di Brunswick-Lüneburg |  |  |       |  |  |                            |  |  |                               |  |
|                                   |                              | Luisa Amalia di Brunswick-Wolfenbüttel         | Antonietta Amalia di Brunswick-Wolfenbüttel |  |  |       |  |  |                            |  |  |                               |  |
| Augusta di Prussia                |                              | Luisa Amalia di Brunswick-Wolfenbüttel         |                                             |  |  |       |  |  |                            |  |  |                               |  |
|                                   |                              | Luigi IX d'Assia-Darmstadt                     | Luigi VIII d'Assia-Darmstadt                |  |  |       |  |  |                            |  |  |                               |  |
|                                   |                              | Luigi IX d'Assia-Darmstadt                     | Luigi VIII d'Assia-Darmstadt                |  |  |       |  |  |                            |  |  |                               |  |
|                                   |                              | Luigi IX d'Assia-Darmstadt                     | Carlotta di Hanau-Lichtenberg               |  |  |       |  |  |                            |  |  |                               |  |
| Federica Luisa d'Assia-Darmstadt  |                              | Luigi IX d'Assia-Darmstadt                     |                                             |  |  |       |  |  |                            |  |  |                               |  |
|                                   |                              | Carolina del Palatinato-Zweibrücken-Birkenfeld | Cristiano III del Palatinato-Zweibrücken    |  |  |       |  |  |                            |  |  |                               |  |
|                                   |                              | Carolina del Palatinato-Zweibrücken-Birkenfeld | Cristiano III del Palatinato-Zweibrücken    |  |  |       |  |  |                            |  |  |                               |  |
|                                   |                              | Carolina del Palatinato-Zweibrücken-Birkenfeld | Carolina di Nassau-Saarbrücken              |  |  |       |  |  |                            |  |  |                               |  |
|                                   |                              | Carolina del Palatinato-Zweibrücken-Birkenfeld |                                             |  |  |       |  |  |                            |  |  |                               |  |